# Gruffydd ap Llywelyn
Gruffydd ap Llywelyn (Galles, 1000 circa – Galles, 5 agosto 1063) regnò su tutto il Galles a partire dal 1055 e fino alla sua morte.
È il figlio di Llywelyn ap Seisyll e Angharad, figlia di Maredudd ab Owain. È inoltre il tris-nipote di Hywel Dda.

## Biografia

### Conquista del Gwynedd e del Powys
Appartenente al ramo cadetto della casata principesca di Mathrafal del Powys, Gruffydd era l'unico figlio di Llywelyn ap Seisyll, che governava sia sul Gwynedd sia sul Powys. Nel 1023, alla morte di Llywelyn, salì al trono del Gwynedd Iago ab Idwal ap Meurig, un membro della vecchia dinastia di Aberffraw. Nel 1039 Iago morì per mano di un suo uomo (suo figlio Cynan andò in esilio a Dublino) e Gruffydd, che aveva già usurpato il trono del Powys, divenne anche sovrano del Gwynedd.

### Conquista dei principati limitrofi e morte
Poco dopo aver preso il potere, sorprese e annientò a Rhyd y Groes, vicino a Welshpool, un'armata merciana, uccidendone il leader, Edvino, fratello dell'Earl Leofrico di Coventry.
Nel 1041 prese il controllo del vicino principato del Deheubarth, dopo aver sconfitto il suo sovrano Hywel ab Edwin nella battaglia di Pencader. Sembra che nel 1043 Gruffydd avesse espulso Hywel dalla regione, e che questi tornò l'anno successivo alla testa di un'armata danese, ma fu ancora una volta scacciato. Nel 1047, il Deheubarth passò a Gruffydd ap Rhydderch, sovrano del Gwent, che espulse a sua volta Gruffydd.
Negli anni successivi Gruffydd ap Llywellyn sferrò numerosi infruttuosi attacchi contro il nuovo sovrano del Deheurbarth, mentre nel 1052 mosse guerra all'Herefordshire, sul confine gallese, sconfiggendo un'armata di normanni e inglesi a Leominster. Nel 1055 Gruffydd ap Llywelyn uccise in battaglia il rivale Gruffydd ap Rhydderch e riconquistò il Deheubarth. A questo punto si alleò con Ælfgar, figlio di Leofric, Earl della Mercia, che era stato privato della sua contea dell'Anglia orientale da Harold Godwinson e i suoi fratelli. Alla fine Ælfgar riacquistò la sua contea e dette in sposa a Gruffydd la figlia Ealdgyth.
Intorno a questo periodo, Gruffydd fu anche capace di conquistare il Morgannwg e il Gwent. Nel 1056 sconfisse un'armata inglese vicino a Glasbury. Gli inglesi riconobbero la sua sovranità su tutto il Galles. Gruffydd raggiunse un accordo con Edoardo il Confessore, ma la morte del suo alleato Ælfgar, nel 1062 lo indebolì. Così, in quello stesso anno, Harold Godwinson ebbe l'approvazione reale per un attacco a sorpresa contro la corte di Gruffydd a Rhuddlan. Gruffydd, avvertito in tempo, evitò però la cattura e fuggì con una nave. L'anno successivo, il 1063, Harold e il fratello Tostig del Wessex attaccarono il Galles sia per terra sia per mare e Gruffydd dovette rifugiarsi nella Snowdonia, dove fu ucciso il 5 agosto da un suo uomo.

### Conseguenze
A questo punto Harold ne sposò la vedova, Ealdgyth, mentre il regno fu diviso nei tre principati tradizionali. Bleddyn ap Cynfyn e suo fratello Rhiwallon si accordarono con Harold e divennero sovrani del Gwynedd e del Powys. In seguito Harold fu sconfitto nella battaglia di Hastings (1066) dai Normanni. Dopo la sua morte, i figli Maredudd e Idwal si scontrarono e furono sconfitti nel 1070 da Bleddyn e Rhiwallon nella battaglia di Mechain. Entrambi morirono, l'uno nello scontro e l'altro per le ferite. Harold ebbe anche una figlia, Nest, che sposò Osbern FitzRichard.